# 20e cérémonie des Goyas
La 20e cérémonie des Goyas (ou Premios Goya), organisée par l'Academia de las artes y las ciencias cinematográficas de España, a eu lieu le 29 janvier 2006 au Palais municipal des congrès de Madrid et a récompensé les films sortis en 2005.
Le film The Secret Life of Words (La vida secreta de las palabras) de Isabel Coixet remporte quatre récompenses dont les deux majeures (meilleur film et meilleur réalisateur) ,.

## Palmarès

### Meilleur film
- The Secret Life of Words (La vida secreta de las palabras) de Isabel Coixet
  - Les Sept Vierges (7 vírgenes) de Alberto Rodríguez
  - Obaba, le village du lézard vert (Obaba) de Montxo Armendáriz
  - Princesas de Fernando León de Aranoa

### Meilleur réalisateur
- Isabel Coixet pour The Secret Life of Words (La vida secreta de las palabras)
  - Alberto Rodríguez pour Les Sept Vierges (7 vírgenes)
  - Benito Zambrano pour Habana Blues
  - Montxo Armendáriz pour Obaba, le village du lézard vert (Obaba)

### Meilleur nouveau réalisateur
- José Corbacho et Juan Cruz pour Tapas

### Meilleur acteur
- Óscar Jaenada pour son rôle dans Camarón

### Meilleure actrice
- Candela Peña pour son rôle dans Princesas

### Meilleur acteur dans un second rôle
- Carmelo Gómez pour son rôle dans La Méthode (El método)

### Meilleure actrice dans un second rôle
- Elvira Mínguez pour son rôle dans Tapas

### Meilleur espoir masculin
- Jesús Carroza pour son rôle dans Les Sept Vierges (7 vírgenes)

### Meilleur espoir féminin
- Micaela Nevárez pour son rôle dans Princesas

### Meilleur scénario original
- Isabel Coixet pour The Secret Life of Words (La vida secreta de las palabras)

### Meilleur scénario adapté
- Mateo Gil et Marcelo Piñeyro pour La Méthode (El método)

### Meilleure photographie
- José Luis López-Linares pour Iberia

### Meilleur montage
- Fernando Pardo pour Habana Blues

### Meilleur film européen
- Match Point  Royaume-Uni  États-Unis  Luxembourg
  - Les Choristes  France  Suisse  Allemagne

### Prix Goya d'honneur
- Pedro Masó

## Statistiques

### Nominations multiples
10 : Obaba, le village du lézard vert

### Récompenses multiples
4 : The Secret Life of Words (La vida secreta de las palabras)